# Rhinoceros Eyes
Rhinoceros Eyes és una pel·lícula dramàtica estatunidenca-canadenc de 2003 escrita i dirigida per Aaron Woodley. Va ser guardonat amb el Premi Discovery al Festival Internacional de Cinema de Toronto de 2003.

## Argument
Chep és un jove cinèfil amb tendència autista que treballa en un estudi de cinema com a grum al magatzem d'atrezzo. Li agraden les coses estranyes i els melodrames romàntics, i gairebé no té contacte amb ningú. Un dia coneix Fran, una directora artística obsessionada amb els detalls que busca uns ulls de rinoceront. Immediatament s’enamora d’ella, cosa que el porta ajudar-la a cercar el que vol, però això transtorna encara més la seva personalitat.

## Repartiment
- Michael Pitt com a Chep
- Paige Turco com a Fran
- Gale Harold com a Phil Barbara
- Matt Servitto com a Bundy
- James Allodi com a Hamish
- Victor Ertmanis com a Sweets
- Nadia Litz com a Ann